# Малиновский, Лев Александрович
Лев Александрович Малиновский (22 декабря 1854 (3 января 1855) — ок. 1916) — русский хирург, профессор Киевского университета.

## Биография
Родился 22 декабря 1854 (3 января 1855) года; потомственный дворянин Тверской губернии.
После окончания в 1877 году Санкт-Петербургской медико-хирургической академии он был командирован на театр военных действий русско-турецкой войны. Работал в госпиталях и на передовых перевязочных пунктах батумского отряда. В 1878 году прикомандирован к клиникам медико-хирургической академии; в 1879 году назначен в 89-й пехотный Беломорский полк; в 1881 году переведён в Гельсингфорсский военный госпиталь и вновь прикомандирован с научной целью к клиникам медицинской академии.
С 1881 года был ассистентом у профессора Рейера в хирургическом отделении Николаевского военного госпиталя и на женских врачебных курсах. В мае 1882 года защитил докторскую диссертацию и в октябре того же года был уволен от военной службы согласно прошению.
В 1883—1888 годах работал директором могилёвской центральной фельдшерской школы и ординатором больницы могилёвского приказа общественного призрения, а с 1887 года — старшим врачом могилевских богоугодных заведений.
В 1889 году он получил звание приват-доцента хирургической патологии в Киевском университете Св. Владимира и был командирован на год за границу для усовершенствования знаний. По возвращении он был назначен экстраординарным профессором в Императорский Казанский университет по кафедре оперативной хирургии с топографической анатомией.
С 1893 года работал ординарным профессором и директором хирургической клиники медицинского факультета Киевского университета.
С 1 января 1904 года — действительный статский советник. Был награждён орденами Св. Станислава 1-й ст. (1912) и 2-й ст. (1887), Св. Анны 2-й ст. (1895), Св. Владимира 3-й ст. (1908).
Умер около 1916 года.